# Айн-Тсіла – Тін-Фує-Табанкорт/Медерба
Айн-Тсіла – Тін-Фує-Табанкорт/Медерба – система трубопроводів на сході Алжиру, що забезпечують видачу продукції газоконденсатного родовища Айн-Тсіла.
Отримані зі свердловин Айн-Тсіла пластові флюїди надходять на належний до промислу газопереробний завод, що здійснює випуск товарного газу, зрідженого нафтового газу (ЗНГ, пропан-бутанова фракція) та конденсату. Подальше транспортування цих продуктів відбувається:
- по газопроводу довжиною 95 км та діаметром 850 мм, що прямує до родовища  Тін-Фує-Табанкорт;
- трубопроводу для ЗНГ діаметром 350 мм;
- конденсатопроводу довдиною не менше ніж 167 км та діаметром 300 мм, який прямує до пункту під‘єднання до існуючої інфраструктури на станції перекачування нафти Медерба.
Загальна довжина цієї системи трубопроводів становить 356 км.